# 1750 en littérature
| Années de la littérature : 1747 - 1748 - 1749 - 1750 - 1751 - 1752 - 1753    |
| Décennies de la littérature : 1720 - 1730 - 1740 - 1750 - 1760 - 1770 - 1780 |

Cet article présente les faits marquants de l'année 1750 en littérature.

## Événements
- 20 mars : Samuel Johnson fonde le journal littéraire The Rambler (fin le 14 mars 1752)[1].
- 9 juillet : l'Académie de Dijon couronne le Discours sur les sciences et les arts de Jean-Jacques Rousseau, qui est publié en janvier de l'année suivante[2].
- 27 juillet : Voltaire, qui entretient une correspondance avec Frédéric II de Prusse depuis plusieurs années, se rend auprès de lui à Berlin. Il y demeure jusqu'en 1753[3].
- 14 décembre : Malesherbes succède à son père comme président de la Cour des aides et directeur de la librairie (12 décembre 1750-1763). Il contribue à instaurer la liberté de la presse en France[4].

- Le salon de Madame Geoffrin remplace celui de Madame du Tencin après sa mort le 4 décembre 1749 (fin en 1777)[5].

## Parutions
- Montesquieu, Défense de l'Esprit des loix, Genève, Chez Barillot et Fils, 1750 (présentation en ligne).

- Jean-Jacques Rousseau, Discours sur les sciences et les arts, Genève, Chez Barillot et Fils, 1750 (présentation en ligne).

### Fictions
- Louis-Charles Fougeret de Monbron, Margot la ravaudeuse, Hambourg (présentation en ligne), roman libertin.

- Recueil de pièces en vers et en prose : par l'Auteur de la tragédie de Sémiramis, Amsterdam (Paris), (Lambert), 1750 (présentation en ligne). Contient la première édition de Memnon ou la sagesse humaine, conte philosophique de Voltaire.

## Naissances
- 7 novembre : Friedrich Leopold de Stolberg, poète allemand († 5 décembre 1819).